# Tijuca (gènere)
Tijuca és un gènere obsolet d'ocells de la família dels cotíngids (Cotingidae), format per dues espècies. Ambdues espècies tenen una petita àrea de distribució geogràfica que s'estén per la selva nebulosa del sud-est del Brasil. La seva dieta inclou fruits.

## Llistat d'espècies
Se n'han descrit dues espècies dins aquest gènere :
- Tijuca atra - cotinga aladaurada.
- Tijuca condita - cotinga alagrisa.

Actualment però, aquestes dues espècies han estat incloses al gènere Lipaugus, arran treballs com ara Settlecowski et al. 2020.